# (230631) Justino
(230631) Justino est un astéroïde de la ceinture principale.

## Description
(230631) Justino est un astéroïde de la ceinture principale. Il fut découvert le 18 juin 2003 à Sierra Nevada par Alfredo Sota. Il présente une orbite caractérisée par un demi-grand axe de 2,64 UA, une excentricité de 0,15 et une inclinaison de 5,8° par rapport à l'écliptique.